# Parastagmatoptera concolor
Parastagmatoptera concolor är en bönsyrseart som beskrevs av Jantsch 1985. Parastagmatoptera concolor ingår i släktet Parastagmatoptera och familjen Mantidae. Inga underarter finns listade i Catalogue of Life.